# Runcinia bifrons
Runcinia bifrons là một loài nhện trong họ Thomisidae.
Loài này thuộc chi Runcinia. Runcinia bifrons được Eugène Simon miêu tả năm 1895.